# ريتشارد ن. كوبر
ريتشارد ن. كوبر (بالإنجليزية: Richard N. Cooper)‏ هو اقتصادي أمريكي، ولد في 14 يونيو 1934.